# Artus
Artus, pseudonimo di Victor-Artus Solaro (Le Chesnay, 17 agosto 1987), è un comico e attore francese.

## Biografia
Nato a Le Chesnay, Yvelines, Artus è cresciuto a Lavérune, vicino a Montpellier ed ha vissuto per diversi anni in Svizzera, a Lugano nel Canton Ticino. Artus ha guadagnato notorietà grazie allo spettacolo On n'demande qu'à en rire di Laurent Ruquier su France 2. Successivamente è apparso in diversi programmi televisivi e radiofonici. Nel 2017, Artus ha diretto Duels à Davidéjonatown, la sua prima pièce, scritta con Romain Chevalier e presentata per la prima volta al teatro Les Feux de la Rampe di Parigi. Lo stesso anno, entra a far parte del cast della serie televisiva Le Bureau des légendes su Canal+ nel ruolo di Jonas Maury, un giovane agente della DGSE. Nel 2019 ha condotto uno show su Netflix intitolato C'est du gâteau. Nel 2024 ha debuttato alla regia cinematografica con Un p'tit truc en plus, una commedia uscita nelle sale francesi il 1º maggio, di cui Artus è anche protagonista.

## Filmografia

### Cinema
- Repas de famille, regia di Pierre-Henri Salfati (2014)
- C'est tout pour moi, regia di Nawell Madani e Ludovic Colbeau-Justin (2017)
- Budapest, regia di Xavier Gens (2018)
- Chiamate un dottore! (Docteur?), regia di Tristan Séguéla (2019)
- Brutus vs César, regia di Kheiron (2020)
- La felicità degli altri (Le bonheur des uns...), regia di Daniel Cohen (2020)
- Le Sens de la famille, regia di Jean-Patrick Benes (2021)
- I viziati (Pourris gâtés), regia di Nicolas Cuche (2021)
- Si on chantait, regia di Fabrice Maruca (2021)
- King, regia di David Moreau (2022)
- J'adore ce que vous faites, regia di Philippe Guillard (2022)
- Les Goûts et les couleurs, regia di Michel Leclerc (2022)
- Bugiardo seriale (Menteur), regia di Olivier Baroux (2022)
- Darknet-sur-Mer - serie TV (2022)
- Apaches, regia di Romain Quirot (2023)
- Un uomo felice (Un homme heureux), regia di Tristan Séguéla (2023)
- 38°5 quai des Orfèvres, regia di Benjamin Lehrer (2023)
- Veuillez nous excuser pour la gêne occasionnée, regia di Olivier Van Hoofstadt (2023)
- Bernadette, regia di Léa Domenach (2023)
- Un p'tit truc en plus, regia di Artus (2024)

### Televisione
- What Ze Teuf - serie TV (2013)
- Le Bureau - Sotto copertura (Le Bureau des légendes), regia di Éric Rochant - serie TV (2017-2020)
- Darknet-sur-Mer - serie TV (2022)
- Benoît Gênant Officiel, regia di Éric Lavaine - serie TV (2023)

### Regista
- Un p'tit truc en plus (2024)

## Spettacoli
- C'était bien quand je serai p'tit, al Festival d'Avignone (2010)
- Va jouer sur l’autoroute, regia di Bertrand Mayet (2011)
- De A à S, in tourné per tutta la Francia (2012-2013)
- Al Dente, a Parigi e in tutta la Francia (2014)
- Saignant à point, in tourné per tutta la Francia (2015-2016)